# Eraines
Eraines es una comuna francesa, situada en el departamento de Calvados, en la región de Normandía.

## Demografía
| 130 | 121 | 142 | 175 | 172 | 228 | 312 |
| Para los censos de 1962 a 1999 la población legal corresponde a la población sin duplicidades (Fuente: INSEE [Consultar]) |     |     |     |     |     |     |